# Liste der Baudenkmale in Grevesmühlen
- Karte mit allen Koordinaten:
- OSM |
- WikiMap

In der Liste der Baudenkmale in Grevesmühlen sind alle denkmalgeschützten Bauten der mecklenburgischen Gemeinde Grevesmühlen und ihrer Ortsteile aufgelistet. Grundlage ist die Veröffentlichung der Denkmalliste des Kreises Nordwestmecklenburg mit dem Stand vom 24. November 1995.

## Legende
In den Spalten befinden sich folgende Informationen:
- ID-Nr: Die Nummer wird von den Denkmalämtern der Landkreise vergeben. Wenn sie nicht bekannt ist, bleibt die Spalte leer. In dieser Spalte kann sich zusätzlich das Wort Wikidata befinden, der entsprechende Link führt zu Angaben zu diesem Denkmal bei Wikidata.
- Lage: die Adresse des Denkmales und die geographischen Koordinaten.
Link zu einem Kartenansichtstool, um Koordinaten zu setzen. In der Kartenansicht sind Denkmale ohne Koordinaten mit einem roten bzw. orangen Marker dargestellt und können in der Karte gesetzt werden. Denkmale ohne Bild sind mit einem blauen bzw. roten Marker gekennzeichnet, Denkmale mit Bild mit einem grünen bzw. orangen Marker.
- Bezeichnung: Bezeichnung, so wie sie in den offiziellen Listen der Denkmalämter steht. Ein Link hinter der Bezeichnung führt zum Wikipedia-Artikel über das Denkmal. Wenn die Bezeichnung der Denkmalämter inhaltlich fehlerhaft ist, ist in der Spalte „Beschreibung“ darauf hinzuweisen.
- Beschreibung: Beschreibung des Denkmales
- Bild: ein Bild des Denkmales und gegebenenfalls einen Link zu weiteren Fotos des Denkmals im Medienarchiv Wikimedia Commons

## Baudenkmale nach Ortsteilen

### Grevesmühlen
| ID  | Lage                                                    | Bezeichnung                                                                               | Beschreibung | Bild                                |
| --- | ------------------------------------------------------- | ----------------------------------------------------------------------------------------- | --- | ----------------------------------- |
| 485 | Am Lustgarten                                           | Pavillon                                                                                  | |                                     |
| 486 | Am Lustgarten / Wismarsche Straße                       | Schützenhaus                                                                              | |                                     |
| 487 | Am Markt 2,3 / Hinterstraße (Karte)                     | Wohn- und Geschäftshaus, Doppelhaus                                                       | | Wohn- und Geschäftshaus, Doppelhaus |
| 488 | Am Markt 2 / Wismarsche Straße (Karte)                  | Wohn- und Geschäftshaus                                                                   | | Wohn- und Geschäftshaus             |
| 489 | Goethestraße 1 (Karte)                                  | ehem. Kommandantur                                                                        | 1921–1922 von Stadtbaumeister Karl Krämer, neoklassizistisch; erbaut als Amtshaus, ab 1934 Finanzamt, 1952–1991 sowjetische Kommandantur, 1994–2005 Rathaus                                                                                                   | ehem. Kommandantur                  |
| 490 | August-Bebel-Straße 1 (Karte)                           | ehem. Rathaus                                                                             | | ehem. Rathaus                       |
| 491 | August-Bebel-Straße 3 (Karte)                           | Verwaltungsgebäude                                                                        | | Verwaltungsgebäude                  |
| 492 | August-Bebel-Straße 11 (Karte)                          | Post                                                                                      | Der zweigeschossige neugotische Backsteinbau wurde gegen Ende des 19. Jahrhunderts errichtet. Die Dreiecksgiebel an der Straßenfront sind von Risaliten bekrönt. Für das Dekor wurden glasierte Steine verwendet.                                             | Post                                |
| 493 | August-Bebel-Straße 12 (Karte)                          | Wohn- und Geschäftshaus                                                                   | | Wohn- und Geschäftshaus             |
| 494 | August-Bebel-Straße 14 (Karte)                          | Wohnhaus                                                                                  | | Wohnhaus                            |
| 495 | August-Bebel-Straße 15 (Karte)                          | Wohnhaus                                                                                  | | Wohnhaus                            |
| 496 | August-Bebel-Straße 19 (Karte)                          | Druckerei                                                                                 | | Druckerei                           |
| 497 | August-Bebel-Straße 21 (Karte)                          | Apotheke                                                                                  | |                                     |
| 498 | August-Bebel-Straße 23 (Karte)                          | Wohn- und Geschäftshaus                                                                   | |                                     |
| 499 | August-Bebel-Straße 24 (Karte)                          | Wohn- und Geschäftshaus                                                                   | | Wohn- und Geschäftshaus             |
| 500 | August-Bebel-Straße 25/27 (Karte)                       | Wohn- und Geschäftshaus                                                                   | | Wohn- und Geschäftshaus             |
| 501 | August-Bebel-Straße 26 / Schulstraße (Karte)            | Wohn- und Geschäftshaus                                                                   | | Wohn- und Geschäftshaus             |
| 502 | August-Bebel-Straße 28-30 / Schulstraße (Karte)         | Wohn- und Geschäftshaus                                                                   | | Wohn- und Geschäftshaus             |
| 503 | August-Bebel-Straße 31 (Karte)                          | Wohnhaus                                                                                  | | Wohnhaus                            |
| 504 | August-Bebel-Straße 33 (Karte)                          | Wohnhaus mit Jugendstiltür                                                                | | Wohnhaus mit Jugendstiltür          |
| 505 | August-Bebel-Straße 35 (Karte)                          | Wohnhaus                                                                                  | | Wohnhaus                            |
| 506 | August-Bebel-Straße 42 (Karte)                          | Wohnhaus                                                                                  | | Wohnhaus                            |
| 507 | August-Bebel-Straße 43 (Karte)                          | Wohn- und Geschäftshaus                                                                   | | Wohn- und Geschäftshaus             |
| 508 | August-Bebel-Straße 44/46 (Karte)                       | Geschäftshaus                                                                             | | Geschäftshaus                       |
| 509 | August-Bebel-Straße 47 (Karte)                          | Wohnhaus                                                                                  | | Wohnhaus                            |
| 510 | August-Bebel-Straße 48 (Karte)                          | Wohn- und Geschäftshaus                                                                   | | Wohn- und Geschäftshaus             |
| 511 | August-Bebel-Straße 51 (Karte)                          | Alte Mühle                                                                                | | Alte Mühle                          |
| 512 | August-Bebel-Straße 52 (Karte)                          | Wohn- und Geschäftshaus                                                                   | | Wohn- und Geschäftshaus             |
| 513 | August-Bebel-Straße 54 (Karte)                          | Wohnhaus                                                                                  | | Wohnhaus                            |
| 514 | August-Bebel-Straße 58 (Karte)                          | Wohnhaus                                                                                  | | Wohnhaus                            |
| 515 | August-Bebel-Straße 60 (Karte)                          | Wohn- und Geschäftshaus                                                                   | | Wohn- und Geschäftshaus             |
| 516 | (Karte)                                                 | Bahnhof (Bahnhofsplatz)                                                                   | | Weitere Bilder                      |
| 517 | Bahnhofstraße 15 (Karte)                                | Wohnhaus                                                                                  | |                                     |
| 518 | Bahnhofstraße 15a (Karte)                               | Wohnhaus                                                                                  | |                                     |
| 519 | Bahnhofstraße 16 (Karte)                                | Wohnhaus                                                                                  | |                                     |
| 520 | Bahnhofstraße 17 / Questiner Weg (Karte)                | Wohnhaus                                                                                  | |                                     |
| 521 | Bahnhofstraße 17a (Karte)                               | Wohnhaus                                                                                  | |                                     |
| 522 | Bahnhofstraße 18 (Karte)                                | Wohnhaus                                                                                  | |                                     |
| 523 | Bahnhofstraße 20 (Karte)                                | Wohnhaus                                                                                  | |                                     |
| 524 | Bahnhofstraße 22 (Karte)                                | Wohnhaus                                                                                  | |                                     |
| 525 | Bahnhofstraße 23 (Karte)                                | Wohnhaus                                                                                  | |                                     |
| 528 | Bahnhofstraße 49 (Karte)                                | Wohnhaus                                                                                  | |                                     |
| 529 | Bahnhofstraße 51 (Karte)                                | Wohnhaus                                                                                  | |                                     |
| 530 | Bahnhofstraße 57 (Karte)                                | Wohnhaus                                                                                  | |                                     |
| 531 | Rudolf-Breitscheid-Straße 1 (Karte)                     | Wohnhaus                                                                                  | |                                     |
| 532 | Börzower Weg (Karte)                                    | ehem. Malzfabrik Grevesmühlen                                                             | | ehem. Malzfabrik Grevesmühlen       |
| 533 | Bürgerwiese (Karte)                                     | Gedenkstein an Goethe                                                                     | |                                     |
| 534 | Degtower Weg                                            | Kreisbetrieb für Landtechnik, künstlerische Wandgestaltung „Erntepause“ 1967 von B. Koban | |                                     |
| 535 | Wismarsche Straße 127a (Karte)                          | Wasserturm                                                                                | |                                     |
| 536 | Friedhof (Karte)                                        | Gedenkstätte für die Opfer des Kapp-Putsches (Paul Jahnke und Paul Brümmer)               | |                                     |
| 537 | (Karte)                                                 | Jüdischer Friedhof (Am Gänsebrink)                                                        | |                                     |
| 538 | Geländeabfall von der Alleestraße zum Kleinen Vogelsang | Platzanlage Frenzenberg                                                                   | |                                     |
| 539 | Große Seestraße 1 (Karte)                               | Wohnhaus                                                                                  | |                                     |
| 540 | Große Seestraße 17 / Kleine Seestraße (Karte)           | Wohnhaus                                                                                  | |                                     |
| 541 | Große Seestraße 2 (Karte)                               | Wohnhaus                                                                                  | |                                     |
| 542 | Große Seestraße 4 (Karte)                               | Wohnhaus                                                                                  | |                                     |
| 543 | Hinterstraße 33 (Karte)                                 | Wohnhaus- und Geschäftshaus                                                               | |                                     |
| 544 | Hinterstraße 35 (Karte)                                 | Wohnhaus                                                                                  | |                                     |
| 545 | Jahnstraße (Karte)                                      | Wasserturm                                                                                | |                                     |
| 546 | Karl-Liebknecht-Platz 7 (Karte)                         | Wohnhaus                                                                                  | |                                     |
| 547 | Karl-Marx-Straße / Parkstraße (Karte)                   | Erinnerungsstein an Karl Marx                                                             | | Erinnerungsstein an Karl Marx       |
| 548 | (Karte)                                                 | Kirche St. Nikolai (Kirchplatz)                                                           | Die Kirche wurde im 13. Jahrhundert als dreischiffige Hallenkirche in Backstein errichtet. | Kirche St. Nikolai (Kirchplatz)     |
| 549 | Kirchplatz 3 (Karte)                                    | Küsterei                                                                                  | | Küsterei                            |
| 550 | Kirchplatz 4 (Karte)                                    | Pfarrhaus 2                                                                               | | Pfarrhaus 2                         |
| 551 | Kirchplatz 2 (Karte)                                    | Gemeindehaus                                                                              | | Gemeindehaus                        |
| 552 | Kirchplatz 5 (Karte)                                    | Geschäftshaus, ehem. Schule                                                               | | Geschäftshaus, ehem. Schule         |
| 553 | Kirchplatz 1/2 (Karte)                                  | Speicher                                                                                  | | Speicher                            |
| 554 | Kirchstraße 12 / Mönchshof (Karte)                      | Wohnhaus                                                                                  | | Wohnhaus                            |
| 555 | Kirchstraße 26 / Ziegenhorn (Karte)                     | Wohnhaus                                                                                  | | Wohnhaus                            |
| 556 | Kirchstraße, vor Haus Nr. 26 (Karte)                    | Pumpe                                                                                     | | Pumpe                               |
| 557 | Kirchstraße 28 (Karte)                                  | Pfarrhaus 1                                                                               | |                                     |
| 558 | Klützer Straße 6 (Karte)                                | Krankenhaus                                                                               | |                                     |
| 559 | Landstraße nach Hoikendorf (Karte)                      | Sühnestein 1391                                                                           | Denkstein des Ludeke Mozellenburch | Sühnestein 1391                     |
| 560 | Lübecker Straße (Karte)                                 | St.-Georg-Stift                                                                           | | St.-Georg-Stift                     |
| 561 | markt (Karte)                                           | Marktapotheke                                                                             | |                                     |
| 562 | Mühlenstraße 6 (Karte)                                  | Wohnhaus                                                                                  | |                                     |
| 563 | Mühlenstraße 6a / Theodor-Körner-Straße (Karte)         | Wohn- und Geschäftshaus                                                                   | |                                     |
| 564 | Neustadt 16 (Karte)                                     | Wohnhaus                                                                                  | | Wohnhaus                            |
| 565 | Neustadt 38 (Karte)                                     | Wohnhaus                                                                                  | | Wohnhaus                            |
| 566 | Niels-Stensen-Weg 1 / Questiner Weg (Karte)             | Kath. Pfarramt                                                                            | |                                     |
| 567 | Niels-Stensen-Weg 2 (Karte)                             | Wohnhaus                                                                                  | |                                     |
| 568 | Pelzerstraße 13 (Karte)                                 | Wohnhaus                                                                                  | |                                     |
| 569 | Pelzerstraße 20 (Karte)                                 | Wohnhaus                                                                                  | |                                     |
| 570 | Questiner Weg                                           | Gartenmauer                                                                               | |                                     |
| 571 | Questiner Weg                                           | Mühle                                                                                     | |                                     |
| 572 | Rehnaer Straße 15–19 (Karte)                            | Wohnhaus                                                                                  | |                                     |
| 573 | Rehnaer Straße                                          | an der Bahnlinie, Speicher                                                                | GE 18. September 2014 offenbar abgerissen. |                                     |
| 574 | Rosa-Luxemburg-Straße 1 (Karte)                         | Villa                                                                                     | |                                     |
| 575 | Rosa-Luxemburg-Straße 2 (Karte)                         | Villa                                                                                     | |                                     |
| 576 | Rosa-Luxemburg-Straße 3 (Karte)                         | Villa                                                                                     | |                                     |
| 577 | Rosa-Luxemburg-Straße 4 (Karte)                         | Wohnhaus                                                                                  | |                                     |
| 578 | Rosa-Luxemburg-Straße / Mühlenstraße (Karte)            | Schule                                                                                    | |                                     |
| 579 | Rosa-Luxemburg-Straße 5 / Mühlenstraße (Karte)          | Wohn- und Bürohaus                                                                        | |                                     |
| 580 | Rudolf-Breitscheid-Straße 10 (Karte)                    | Wohnhaus                                                                                  | |                                     |
| 581 | Rudolf-Breitscheid-Straße 14 (Karte)                    | Wohn- und Geschäftshaus                                                                   | |                                     |
| 582 | Rudolf-Breitscheid-Straße 15 (Karte)                    | Wohnhaus                                                                                  | |                                     |
| 583 | Rudolf-Breitscheid-Straße 17 (Karte)                    | Wohnhaus                                                                                  | |                                     |
| 584 | Rudolf-Breitscheid-Straße 20 (Karte)                    | Wohnhaus                                                                                  | |                                     |
| 585 | Rudolf-Breitscheid-Straße 3-4 (Karte)                   | Doppelwohnhaus                                                                            | |                                     |
| 586 | Rudolf-Breitscheid-Straße 5 / Karl-Marx-Straße (Karte)  | Freizeitzentrum                                                                           | |                                     |
| 587 | Rudolf-Breitscheid-Straße 6 / Karl-Marx-Straße (Karte)  | Wohnhaus                                                                                  | |                                     |
| 588 | Rudolf-Breitscheid-Straße 8 (Karte)                     | Wohnhaus und Arztpraxis                                                                   | |                                     |
| 589 | Rudolf-Breitscheid-Straße 9 (Karte)                     | Wohnhaus                                                                                  | |                                     |
| 590 | Rudolf-Breitscheid-Straße (Karte)                       | Fritz-Reuter-Realschule                                                                   | |                                     |
| 591 | Rudolf-Breitscheid-Straße (Karte)                       | Turnhalle                                                                                 | | Turnhalle                           |
| 592 | Rudolf-Breitscheid-Straße/Gebhardweg/Gebhardstraße      | Grünfläche                                                                                | |                                     |
| 593 | Sandstraße (Karte)                                      | Windmühle                                                                                 | |                                     |
| 594 | Straße der DSF                                          | Gorki-Denkmal von Karla Friedel                                                           | |                                     |
| 595 | Tannenberg                                              | Gedenkstätte „Cap Arcona“                                                                 | |                                     |
| 596 | Tannenbergstraße (Karte)                                | Genossenschaftssiedlung                                                                   | 1928–1929 nach Entwurf der Hamburger Architekten Berg und Paasche für die Gemeinnützige Baugenossenschaft „Selbsthilfe“ für Grevesmühlen und Umgegend eGmbH, nur erster Bauabschnitt einer erheblich größeren Planung (sog. „Siedlung am Bahnhof“) ausgeführt |                                     |
| 597 | Wismarsche Straße 3 (Karte)                             | Wohn- und Geschäftshaus                                                                   | |                                     |
| 598 | Wismarsche Straße 5 / Kirchstraße (Karte)               | Wohn- und Geschäftshaus                                                                   | |                                     |
| 599 | Wismarsche Straße 7 / Kirchstraße (Karte)               | Wohn- und Geschäftshaus                                                                   | |                                     |
| 600 | Wismarsche Straße 9 (Karte)                             | Wohn- und Geschäftshaus                                                                   | |                                     |
| 601 | Wismarsche Straße 11 (Karte)                            | Wohn- und Geschäftshaus                                                                   | |                                     |
| 602 | Wismarsche Straße 12 (Karte)                            | Wohn- und Geschäftshaus                                                                   | |                                     |
| 603 | Wismarsche Straße 13/15 (Karte)                         | Wohn- und Geschäftshaus                                                                   | |                                     |
| 604 | Wismarsche Straße 34 (Karte)                            | Wohn- und Geschäftshaus                                                                   | |                                     |
| 605 | Wismarsche Straße 60 (Karte)                            | Wohnhaus                                                                                  | |                                     |
| 606 | Wismarsche Straße 119 (Karte)                           | Wohnhaus                                                                                  | |                                     |
| 607 | Wismarsche Straße 124 (Karte)                           | Schule                                                                                    | |                                     |

### Everstorf
| ID  | Lage                          | Bezeichnung           | Beschreibung | Bild |
| --- | ----------------------------- | --------------------- | ------------ | ---- |
| 608 | Dorfstraße                    | Büdnerei mit Backhaus |              |      |
| 609 | Flur 1 Everstorf, Flurst. 8/9 | Forsthaus             |              |      |

### Hamberge
| ID  | Lage                  | Bezeichnung | Beschreibung | Bild |
| --- | --------------------- | ----------- | ------------ | ---- |
| 610 | Dorfstraße 31 (Karte) | Büdnerei 7  |              |      |
| 611 | Dorfstraße 32 (Karte) | Büdnerei 8  |              |      |
| 612 | Dorfstraße (Karte)    | Gutshaus    |              |      |

### Hoikendorf
| ID  | Lage               | Bezeichnung | Beschreibung                                                                                                  | Bild |
| --- | ------------------ | ----------- | --- | ---- |
| 613 | Hoikendorf (Karte) | Gutshaus    | Gut seit 1715 im Besitz von Balthasar Ditmer. 2-gesch. Rotsteinbau mit Krüppelwalmdach vom Anfang des 20. Jh. |      |

### Santow
| ID  | Lage | Bezeichnung                                                | Beschreibung | Bild |
| --- | ---- | ---------------------------------------------------------- | ------------ | ---- |
| 614 |      | Gutshaus und Park                                          |              |      |
|     |      | Straßenpflasterung, Gruppe von 9 Grenzsteinen, 3 Wegweiser |              |      |

### Wotenitz
| ID  | Lage     | Bezeichnung   | Beschreibung | Bild |
| --- | -------- | ------------- | ------------ | ---- |
| 615 | Wotenitz | Transformator |              |      |

## Quelle
- Bericht über die Erstellung der Denkmallisten sowie über die Verwaltungspraxis bei der Benachrichtigung der Eigentümer und Gemeinden sowie über die Handhabung von Änderungswünschen (Stand: Juni 1997) (PDF; 956 kB)